# Gilberto Mariano
Die Gilberto Mariano ist ein 2013 gebautes RoPax-Fährschiff der portugiesischen Reedereien Transmaçor und Atlânticoline, das im Azorenarchipel im Liniendienst verkehrt.

## Geschichte
Ab 2010 plante die Regionalregierung der Azoren, die beiden von der Transmaçor betriebenen und aus den 1980er Jahren stammenden Fähren Cruzeiro das Ilhas und Cruzeiro do Canal durch Neubauten zu ersetzen. Die neuen und etwas größeren Schiffe sollten mehr Passagiere und als RoPax-Schiffe erstmals auch Fahrzeuge befördern können. Dazu bestellte sie bei der spanischen Werft Astilleros Armon in Navia zwei weitgehend identische Fährschiffe. Die Kiellegung des zweiten Schiffes erfolgte 2013 unter der Baunummer 735, das beim Stapellauf den Namen Gilberto Mariano nach dem azoreanischen Kapitän "Gilberto Mariano da Silva" (1909–1991) erhielt. Das im gleichen Jahr gebaute Schwesterschiff wurde auf den Namen Mestre Simão getauft. Die beiden Schiffe unterscheiden sich durch die Anzahl der zu befördernden Passagiere und Fahrzeuge.
Die Regionalregierung der Azoren, in deren Besitz sich das Schiff weiterhin befindet, ließ das Schiff an die zweite azoreanische Fährreederei Atlânticoline – an der sie ebenfalls die Mehrheit hielt – ausliefern. Diese stellte die Gilberto Mariano und ihr Schwesterschiff Mestre Simão der Reederei Transmaçor zur Verfügung. Hintergrund dieses Geflechts war die bereits zu diesem Zeitpunkt von der Regionalregierung geplante Fusion der beiden Unternehmen.
Die Indienststellung der beiden Schiffe erfolgte am 21. und 22. März 2014, Heimathafen beider Fähren wurde Horta. Sie lösten die älteren Fähren Cruzeiro do Canal und Cruzeiro das Ilhas ab, die noch für Ersatz- und Verstärkerfahrten vorgehalten wurden. Die Reederei setzte die Gilberto Mariano im Liniendienst vor allem zwischen Horta auf der Insel Faial und Madalena auf der Insel Pico ein. Dazu kam gelegentlich die Verbindung von diesen beiden Inseln nach São Jorge – dem Dreieck der Zentralgruppe der Azoren.
Auf Bestreben der Regionalregierung fusionierte 2015 die Reederei Transmaçor mit der 2005 gegründeten Reederei Atlânticoline. Die Regionalregierung als Mehrheitseigner beider Unternehmen strebte damit einen integrierten Gesamtverkehr auf dem Archipel an und beabsichtigte gleichzeitig, die Kosten zu senken. An der Verwendung der Gilberto Mariano änderte sich nichts – sie verkehrt ohne gravierende Zwischenfälle zwischen Horta und Madalena. Während der regelmäßigen Wartungsaufenthalte auf dem Festland wird sie zeitweise durch die von der Reederei vorgehaltenen Schiffe Cruzeiro do Canal und Cruzeiro das Ilhas ersetzt.

## Technische Daten
Die Länge des Schiffes beträgt 40,00 Meter, es ist 10,75 Meter breit und weist einen Tiefgang von 3,60 Metern auf. Das Schiff ist mit 748 BRZ vermessen und hat eine Tragfähigkeit von 109 Tonnen. Der Antrieb besteht aus zwei MTU-Dieselmotoren vom Typ 16V4000M63L, deren Leistung zusammen 6092 PS beträgt. Diese wirkten auf zwei Schrauben, das Schiff erreicht eine Geschwindigkeit von 14,0 Knoten. Die Fähre ist für 296 Passagiere und zwölf Fahrzeuge zugelassen. Die Besatzung bestand aus sieben Mann für den Schiffsbetrieb sowie zwei Stewards.